# Batalha do Eurimedonte
A batalha de Eurimedonte, travada em 466 a.C. às margens do rio Eurimedonte, na região da Panfília (hoje parte da Turquia), foi uma batalha das Guerras Médicas, na qual a liga marítima grega, a Liga de Delos, derrotou o exército da Pérsia.

## Estratégia de Címon
Címon havia derrotado a frota persa perto da ilha de Chipre, e vestiu seus soldados com as roupas e armas do inimigo, utilizando os navios capturados para chegar à Panfília, próxima do rio Eurimedonte; deste modo, ele pegou os persas de surpresa, que sofreram duas derrotas severas no mesmo dia, uma no mar, e outra na terra.